# Баар (Швабія)
Баар (нім. Baar) — громада в Німеччині, знаходиться в землі Баварія. Підпорядковується адміністративному округу Швабія. Входить до складу району Айхах-Фрідберг. Складова частина об'єднання громад Петтмес.
Площа — 16,94 км2. Населення становить 1219 ос. (станом на 31 грудня 2020).